# Акимов, Анатолий Михайлович
Анато́лий Миха́йлович Аки́мов (24 марта (6 апреля) 1915, Москва, Российская империя — 10 августа 1984, Москва, СССР) — советский футболист, вратарь. Заслуженный мастер спорта СССР (1940), заслуженный тренер РСФСР (1963). Чемпион III Летней Рабочей Олимпиады в Антверпене (1937).
Выступал за московские команды «Трёхгорка», «Спартак», «Динамо», «Торпедо» и ВВС. Считался одним из лучших советских вратарей довоенного периода, отличался гибкостью и хорошей реакцией. Прославился в матче за сборную Москвы против парижского клуба «Расинг», после которого получил от французской прессы прозвище «Человек-угорь». Также участвовал в матче «Спартака» с командой Басконии. Был первым советским вратарём, кто стал выбивать мяч кулаками. После завершения игровой карьеры Акимов перешёл на тренерскую работу, возглавлял сборную Демократической Республики Вьетнам, ереванский «Спартак», ярославский «Шинник», горьковскую «Волгу». Также занимался журналистикой, написал две книги. Состоял в КПСС.

## Игровая карьера

### Ранние годы
Отец Анатолия Акимова был страстным футбольным болельщиком и впервые взял с собой сына на стадион «Трёхгорка», когда Толе было около восьми лет. Из всех футболистов местной команды маленькому Толе больше всего запомнился вратарь Борис Баклашов. Акимов сам захотел стать вратарём и с тех пор во всех матчах дворовых футбольных команд неизменно играл на этой позиции. В детские годы Толя серьёзно увлекался футболом, со сверстниками много играл в матчах двор на двор и переулок на переулок. Вместе с друзьями он регулярно посещал матчи местной команды «Трёхгорка», за игрой наблюдал из-за забора стадиона, сидя на дереве. Акимов стал горячим поклонником вратаря «Трёхгорки» Михаила Леонова, на тренировках подавал ему мячи, внимательно следил за его манёврами и приёмами.
Весной 1931 года старший тренер «Трёхгорки» Иван Тимофеевич Артемьев организовал детские футбольные команды. Акимов был принят в команду, но место в воротах было уже занято, и ему пришлось играть в нападении на позиции правого инсайда. Однако он не оставлял мечту стать вратарём и при каждом удобном случае тренировался в воротах. Часто Акимов посещал тренировки старшей команды, наблюдал за тренировками вратарей. Иногда уставший вратарь уступал Анатолию место в воротах. Старшие футболисты заметили успехи молодого игрока и взяли его вратарём в пятую команду клуба. В том же 1931 году Акимов стал играть в набиравший популярность гандбол, также играл на позиции вратаря. В летний сезон он совмещал игру в футбол и в гандбол, осенью выступал за сборную Москвы по гандболу. Гандболом он продолжал заниматься до 1936 года, всё это время являлся игроком сборной столицы. В то же время он находил время и для участия в соревнованиях по волейболу.

### Становление
Вскоре тренерский коллектив доверил Акимову место в воротах третьей команды «Трёхгорки». После дебютной игры в первенстве Москвы против коллектива СКИГ, которую он провёл без грубых ошибок, Акимов закрепился в третьей команде. Анатолий регулярно посещал тренировки старших команд клуба, внимательно следил за игрой более опытных вратарей. Весной 1934 года Акимов стал вратарём первой команды столичного «Дуката». В том же году на стадионе «Трёхгорки» начал тренироваться коллектив «Промкооперации», многие товарищи Акимова по «Трёхгорке» перешли в этот коллектив. Сам он регулярно приходил на командные тренировки «Промкооперации» и занимал место в воротах. На Анатолия обратил внимание Николай Петрович Старостин, председатель тренерского совета «Промкооперации», и позвал в четвёртую команду клуба. Акимов охотно согласился.
После двух хорошо проведённых матчей в составе четвёртой команды «Промкооперации» Акимов был переведён в третью команду. В то же время он участвовал в тренировках первой команды, был сменщиком основного вратаря Ивана Филиппова. Вскоре травмированного Филиппова Акимов подменил в матче первой команды с ЦДКА. Ещё дважды по ходу сезона Анатолий защищал ворота первой команды. Весной 1935 года вратарём первой команды «Спартака» (созданного в апреле 1935 года на базе «Промкооперации») стал Иван Рыжов. Акимов стал вратарём второй команды и сменщиком Рыжова, несколько раз по ходу сезона подменял его в первой команде.
В конце 1935 года сборная Москвы получила приглашение сыграть во Франции с парижским «Расингом». Сборная была составлена из игроков лучших столичных клубов, «Динамо» и «Спартака». Наряду с известными футболистами в делегацию взяли нескольких молодых игроков из вторых команд, включая Анатолия Акимова. Уже в Париже тренеры сборной решили, что основные кандидаты на место вратаря, Рыжов и Квасников, из-за волнения могут не справиться с нервами и допустить серьёзные ошибки. Николай Старостин настоял на том, чтобы ворота сборной Москвы защищал Акимов, хорошо проявивший себя на тренировках. 1 января 1936 года состоялся матч. Французские футболисты играли по системе «дубль-вэ», с которой московские игроки не были знакомы. В результате центральный нападающий «Расинга» Роже Куар раз за разом обыгрывал защитников и оказывался один на один с Акимовым, которому сумел забить лишь два гола. Несмотря на поражение советской команды со счётом 1:2, на следующий день французская пресса восторгалась игрой советского вратаря, которого окрестила «человеком-угрём» и поставила в один ряд с выдающимися европейскими вратарями.

### Основной вратарь «Спартака»
После возвращения из Франции в начале 1936 года Акимов вместе со многими другими футболистами «Спартака» поддерживал спортивную форму, играя в хоккей с мячом на первенство Москвы. Играл он за четвёртую команду клуба, причём не на вратарской позиции, а на месте правого инсайда. Благодаря мастерству, показанному в парижском матче, Акимов получил место в воротах первой команды «Спартака». 6 мая 1936 года молодой вратарь впервые предстал в новом качестве перед московской публикой. В товарищеском матче на стадионе «Сталинец» «Спартак» встречался с московским «Динамо». Перед игрой газеты расхваливали Акимова, болельщики на стадионе ждали от вратаря чего-то выдающегося. Всё это сказалось на игре Анатолия, он сильно нервничал, допустил ряд грубых ошибок и пропустил пять голов. После матча игроки «Спартака» покидали поле под оглушительный свист болельщиков. Этот матч Акимов вспоминал как самый тяжёлый в своей карьере.
Перед столичными зрителями Акимов был опозорен, долгое время не мог прийти в себя. Лишь в середине сезона 1936 года тренеры «Спартака» снова стали ставить Анатолия в ворота, сперва на матчи, которые игрались в Киеве и Ленинграде, затем уже позволили реабилитироваться перед московскими болельщиками. В осенней части сезона Акимов вернул себе былое хладнокровие, снова стал основным вратарём «Спартака». Он защищал ворота команды в товарищеском матче с турецкими футболистами и в матче с ЦДКА, победа в котором принесла спартаковцам титул осенних чемпионов СССР 1936 года. По итогам сезона Акимов был признан лучшим вратарём Москвы. В 1937 году Анатолий стал одним из героев победного матча со сборной Басконии. Баскские футболисты, игроки высокого европейского класса, во время визита в СССР потерпели лишь одно поражение, от московского «Спартака» со счётом 6:2. Акимов провёл встречу на своём «парижском» уровне, отразив немало опасных ударов. За победу над басками Акимов в числе других спортсменов был награждён орденом «Знак Почёта» 22 июля 1937 года. В 1937 году «Спартак» с Акимовым в воротах стал чемпионом рабочего Кубка мира в Париже, и III Всемирной рабочей Олимпиады
В 1938 году Акимов перешёл в московское «Динамо», которое удачно выменяло его у «Спартака» на своего вратаря Квасникова. Игра за «Динамо» стала для Акимова альтернативой службе в армии. Ворота динамовцев Анатолий защищал в 15 матчах чемпионата СССР. Сезон для «Динамо» вышел неудачным, в чемпионате команда стала лишь пятой, из Кубка СССР вылетела после первого же матча. В 1939 году Акимов вернулся в родной «Спартак» и снова занял место в воротах, ему однако приходилось конкурировать с успешно сменившим его в предыдущем сезоне Владиславом Жмельковым. В команду в том сезоне пришло много молодых игроков, как и другие советские команды «Спартак» осваивал европейскую тактическую схему с тремя защитниками. Спартаковцы в 1939 году выиграли и чемпионат и Кубок СССР. Летом 1940 года Акимов вместе со «Спартаком» играл в Болгарии с двумя местными клубами, оба матча были выиграны советскими футболистами. После возвращения из Болгарии Акимову наряду с другими футболистами «Спартака» было присвоено звание заслуженного мастера спорта СССР. В 1940 году Жмельков был призван в армию и покинул «Спартак», на его место пришёл Алексей Леонтьев, который тренерам понравился и стал регулярно сменять Акимова в воротах.
В годы Великой Отечественной войны футбольный чемпионат СССР не проводился. Многие футболисты ушли на фронт, другие работали на тыловых предприятиях. Всю войну Анатолий Акимов проработал на Московском автозаводе в отделе технического контроля. Он продолжал тренироваться, но делал это нерегулярно. Даже в военное время ежегодно проводились матчи на Кубок Москвы и другие местные соревнования, в которых спартаковцы принимали участие. В это время Акимов с Леонтьевым продолжали чередоваться, пока тренеры не решили, что основным вратарём должен стать Леонтьев.

### Послевоенный период
В 1945 году возобновился чемпионат СССР. Акимов был уже игроком московской команды «Торпедо». За командой этой, входившей в пятёрку сильнейших в Советском Союзе, закрепилась репутация «грозы лидеров». Торпедовцы регулярно обыгрывали сильные московские команды — «Динамо», «Спартак», ЦДКА, но слабо играли с командами из нижней части турнирной таблицы. В первом послевоенном чемпионате СССР «Торпедо» заняло третье место, которое стало лучшим достижением команды за то время, что в ней выступал Акимов, а в 1947 году проиграло в финале Кубка СССР «Спартаку». Регулярно проводились товарищеские встречи с зарубежными командами: осенью 1945 года состоялось триумфальное турне «Торпедо» по Болгарии, в 1946 году уже в Москве был обыгран софийский «Локомотив» (в том матче Акимов взял удар с пенальти), в том же году состоялись матчи с польскими командами, в 1947 году турне по Венгрии завершилось с общим счётом 13:4 в пользу торпедовцев.
В 1949 году Акимов сменил «Торпедо» на клуб ВВС, протекцию которому оказывал Василий Сталин. Переходить в эту команду Анатолий не хотел, но чувствовал себя обязанным Сталину, который помог ему с лечением туберкулёза, а потому согласился. В 1950 году на должность главного тренера команды ВВС пришёл Гайоз Джеджелава, с которым у Акимова отношения не сложились. Через год Сталин по требованию тренера отчислил Анатолия из команды. Акимов вернулся в «Торпедо», где в следующие полтора года изредка играл. Однако в решающей игре со «Спартаком» осенью 1951 года, когда решалось, сохранит ли «Торпедо» место в классе «А», именно Акимов защищал ворота своей команды и помог ей одержать победу. По болезни он пропустил финал Кубка СССР 1952 года, в котором торпедовцы вновь обыграли «Спартак». Из-за плохого здоровья и желания дать дорогу молодым футболистам в 1952 году Акимов завершил игровую карьеру.

## Тренерская карьера
В 1948 году Анатолий Акимов поступил в школу тренеров при Государственном центральном институте физической культуры. Во время учёбы продолжал играть в футбол. Окончил школу тренеров в 1951 году. Тренерскую деятельность Акимов начал в Московской футбольной школе, где работал вместе с Виктором Масловым и Виктором Лахониным. Воспитанники школы впоследствии играли в командах мастеров и сборных СССР.
В 1958 году Акимов получил назначение в сборную Демократической Республики Вьетнам, с которой проработал два года. В своих мемуарах он высоко отзывался о трудолюбии своих подопечных и положительно оценил свой опыт работы в этой стране. Сборная ДРВ в силу политической изоляции государства в международных соревнованиях не участвовала и проводила лишь товарищеские матчи с командами из других социалистических стран. Работа Акимова со сборной ДРВ была осложнена постоянным вмешательством в дела команды партийных функционеров. Например, после объявления тренером состава, партийные деятели вносили в него изменения на основании того, является ли футболист членом партии или нет. Перед возвращением в Москву в 1960 году Акимов получил от вьетнамского правительства «Орден дружбы».
С августа 1961 по июль 1962 года Акимов работал тренером ереванского «Спартака», команды, которая играла в первой группе класса «А» чемпионата СССР. Перед началом сезона 1963 года он был назначен тренером ярославского «Шинника», выступавшего во второй группе класса «А». Акимов кардинальным образом изменил состав команды, пригласив в неё сразу восемь московских ветеранов, многие из которых становились чемпионами СССР и даже Европы (Федосов, Маслёнкин, Исаев, Ивакин, Артемьев и другие). За один год команда выиграла вторую группу и вышла в элитный дивизион советского футбола. Акимову в 1963 году было присвоено звание заслуженного тренера РСФСР. В 1964 году «Шинник» не сумел удержаться в первой группе. Акимов после этого ушёл с должности тренера и в 1965 году был начальником команды. В 1966 году он работал в аналогичной должности в горьковской «Волге». В 1967—1979 годах занимал должность тренера отдела футбола спорткомитета РСФСР. По воспоминаниям жены Анатолия Михайловича, хорошего тренера из Акимова не вышло из-за его мягкого и деликатного характера.
После завершения игровой карьеры Анатолий Акимов также активно занимался спортивной журналистикой, комментировал игру вратарей, также предоставлял анализ тактических схем. Статьи за его авторством печатались в «Огоньке», «Вечерней Москве» и других изданиях. В 1953 году вышло первое издание автобиографии Акимова «Записки вратаря», в 1957 году вышло второе издание, в 1968 году — третье. Помимо описания этапов своей футбольной карьеры Анатолий Михайлович подробно рассматривает важнейшие матчи, в которых ему довелось участвовать, касается вопросов тактики и техники игры вратаря. В 1978 году вышла вторая книга Анатолия Акимова, «Игра футбольного вратаря», в которой он даёт историческую справку о становлении вратарской школы и рассказывает о выдающихся советских и зарубежных стражах ворот, а также делится опытом с молодыми вратарями.

## Характеристика игрока
Анатолий Акимов обладал хорошей гибкостью и молниеносной реакцией. Продемонстрировав эти качества в парижском матче с «Расингом», он поразил французскую прессу, окрестившую его человеком-угрём. Советская же пресса сравнивала Акимова с лучшими британскими стражами ворот, отмечая его быструю реакцию и хладнокровие, позволявшие брать труднейшие мячи. Одинаково хорошо отражал как верховые, так и низовые мячи. Исключительно точно выбирал место в воротах. Акимов всегда действовал аккуратно, не боялся рисковать, но и не отличался склонностью к внешним эффектам, играл просто и чётко. Его отличала предельная самоотверженность в борьбе за мяч. Поскольку в 1930-е годы правила футбола разрешали полевым игрокам жёстко играть против вратаря, по воспоминаниям современников, к концу 90 минут матча тело Акимова после многочисленных столкновений часто было покрыто синяками. Анатолий Акимов обладал тактической грамотностью и склонностью к самоанализу. После матчей он критично оценивал собственные действия и работал над ошибками, также с интересом следил за футбольными новшествами и перенимал находки других вратарей. Так, он был первым из советских вратарей, кто освоил технику отражения мяча кулаками, которую увидел в игре баскских футболистов. Вслед за ним этот приём переняли и другие вратари СССР.

## Личная жизнь
Анатолий Акимов был женат на известной советской легкоатлетке, чемпионке СССР Наталье Петуховой. Познакомились они в середине 1930-х годов в поезде, до свадьбы встречались пять лет, поженились 31 мая 1939 года. После свадьбы жили в коммунальной квартире, которую делили сперва с Виктором и Василием Соколовыми, позже с Иваном Мозером. Сын Сергей стал кандидатом технических наук. Внук Иван — байкер, член клуба «Ночные Волки».
Неоднократно дома у Акимова бывал Василий Сталин, друживший со многими советскими спортсменами. Когда Акимов тяжело заболел туберкулёзом, Сталин устроил его в хороший госпиталь, где футболиста вылечили. Акимов был лично знаком с писателем Львом Кассилем, близким другом не был, но бывал у него в гостях. В 1958 году Кассиль в подаренном футболисту экземпляре книги «Вратарь республики» в авторской подписи написал, что именно Анатолий Акимов являлся прообразом главного героя романа — Антона Кандидова. Впрочем, вопреки расхожему мнению, этого нельзя сказать применительно к фильму «Вратарь», на базе сценария которого был создан роман, так как он был закончен осенью 1935 года, когда Акимов ещё не был известен широкой футбольной общественности.
В 1967 году Акимов тяжело пострадал в автомобильной аварии, произошедшей в Чите. Он сидел на переднем сиденье такси, когда водитель заснул за рулём и врезался в молоковоз. После аварии Акимов долго ходил с тростью, не мог больше водить машину. В последние годы жизни Анатолий Михайлович тяжело болел. Сначала ему поставили ошибочный диагноз — радикулит, после выяснилось, что у него рак предстательной железы. Умер 10 августа 1984 года в своей московской квартире. Похоронен на Ваганьковском кладбище (25 уч.).

## Достижения
- Чемпион III Всемирной рабочей Олимпиады в Антверпене (Бельгия, 1937);
- Победитель Кубка мира среди рабочих команд в Париже (Франция, 1937);
- Чемпион СССР: 1936 (осень), 1939;
- Серебряный призёр чемпионата СССР: 1937;
- Бронзовый призёр чемпионата СССР: 1936 (весна), 1940, 1945;
- Обладатель Кубка СССР 1939.
- В списке 55 и 33 лучших 2 раза (оба раза № 1): 1938, 1948[2]

## Статистика
| Клуб             | Сезон            | Чемпионат СССР | Чемпионат СССР | Кубок СССР | Кубок СССР | Всего | Всего |
| Клуб             | Сезон            | Игры           | Голы           | Игры       | Голы       | Игры  | Голы  |
| ---------------- | ---------------- | -------------- | -------------- | ---------- | ---------- | ----- | ----- |
| Спартак (Москва) | 1936 (весна)     | 4              | -5             | 0          | 0          | 4     | -5    |
| Спартак (Москва) | 1936 (осень)     | 6              | -7             | 2          | 0          | 8     | -7    |
| Спартак (Москва) | 1937             | 13             | -10            | 5          | -4         | 17    | -14   |
| Динамо (Москва)  | 1938             | 15             | ?              | 1          | -3         | 16    | ?     |
| Спартак (Москва) | 1939             | 12             | ?              | 4          | -2         | 16    | ?     |
| Спартак (Москва) | 1940             | 19             | ?              | 0          | 0          | 19    | ?     |
| Спартак (Москва) | 1941             | 5              | -8             | 0          | 0          | 5     | -8    |
| Торпедо (Москва) | 1945             | 17             | ?              | ?          | ?          | 17?   | ?     |
| Торпедо (Москва) | 1946             | 21             | ?              | 3          | -2         | 24    | ?     |
| Торпедо (Москва) | 1947             | 22             | ?              | ?          | ?          | 22?   | ?     |
| Торпедо (Москва) | 1948             | 17             | ?              | ?          | ?          | 17?   | ?     |
| ВВС (Москва)     | 1949             | 16             | ?              | ?          | ?          | 16?   | ?     |
| ВВС (Москва)     | 1950             | 22             | ?              | ?          | ?          | 22?   | ?     |
| ВВС (Москва)     | 1951             | 4              | ?              | 0          | 0          | 4     | ?     |
| Торпедо (Москва) | 1951             | 3              | ?              | 0          | 0          | 3     | ?     |
| Торпедо (Москва) | 1952             | 0              | 0              | 0          | 0          | 0     | 0     |
| Всего за карьеру | Всего за карьеру | 196            | ?              | 15?        | ?          | 211?  | ?     |